# Sanfermines

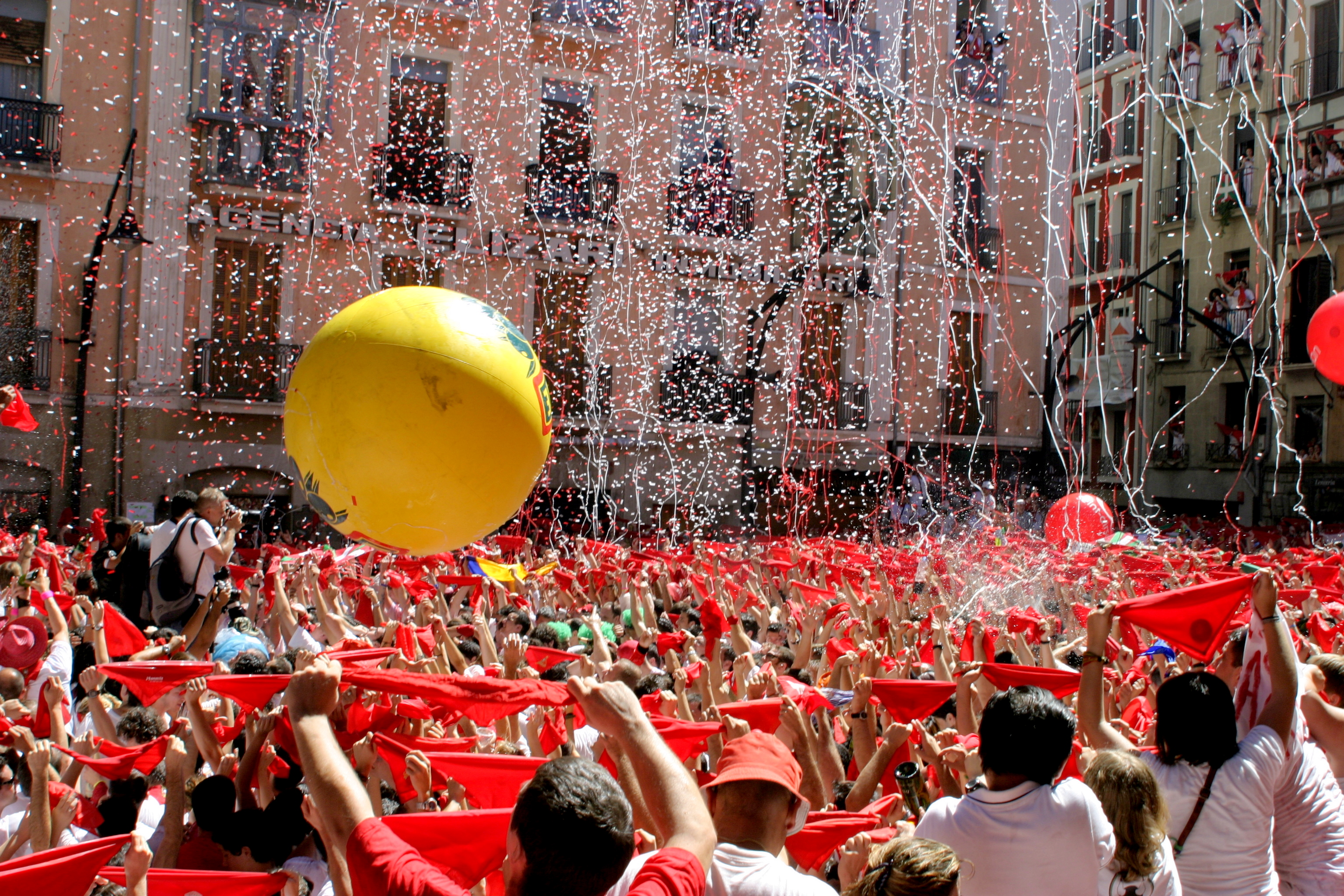
Świętujący pampeluńczycy przed ratuszem w samo południe (2007).

Sanfermin(es) – hiszpańskie święto ku czci św. Firmina (San Fermin), obchodzone w Pampelunie każdego roku od 6 do 14 lipca. Słynie głównie z encierro, gonitwy z bykami po ulicach miasta.

## Historia
Początki święta na cześć patrona miasta sięgają XIV wieku. Od 1592 roku odbywają się regularnie w lipcu. Sanfermines stopniowo zatraciło charakter religijny, stając się wydarzeniem świeckim, jednakże mieszkańcy Pampeluny, podchodząc do świąt bardzo poważnie, czynnie biorą udział w uroczystościach razem z dziećmi. Część dni jest wolna od pracy.

## Obchody
6 lipca w samo południe na Plaza de Consistorial pod miejskim ratuszem Alcalde (prezydent miasta) lub osoba wyznaczona przez burmistrza, często członek partii politycznej, wystrzeloną rakietą oznajmia rozpoczęcie tygodniowego święta. Tysiące ludzi zebranych na placu i otaczających go uliczkach rozpoczyna wielką zabawę. Strzelają szampany, które wylewane są na głowy zebranych, a wszyscy ubrani w białe stroje z czerwoną chustą (pañuelo) i przepasani czerwonymi szalikami (faja) głośno śpiewają, tańcząc na cześć św. Firmina (San Fermin). Zabawa przenosi się na uliczki starego miasta i okoliczne place i trwa do rana, gdzie o godz 8:00 rozpoczyna się pierwsza gonitwa (encierro). Stado składające się z 6 krów i 6 byków przemierza 825 metrów wąskimi uliczkami, kończąc bieg na Plaza de Toros. W gonitwie uczestniczą śmiałkowie, których z roku na rok przybywa i trzymając w dłoni zwinięte gazety, prowadzą stado do celu. Wieczorem każdego dnia odbywa się corrida, w której zabijane są byki z porannej gonitwy.
Z roku na rok podczas obchodów przybywa turystów, głównie z USA i Wielkiej Brytanii, gdzie rozgłos tym wydarzeniom przyniosła książka Ernesta Hemingwaya pt. Słońce też wschodzi (1926).